# 萨莉·沃尔顿
萨莉·沃尔顿（英語：Sally Walton，1981年6月10日—），英国女子曲棍球运动员。她曾代表英国国家队参加2012年夏季奥林匹克运动会曲棍球比赛，结果队伍获得一枚铜牌。